# Movimento contemplativo missionario Padre de Foucauld
Il Movimento Contemplativo Missionario "Padre de Foucauld" (o Centro Missionario "Padre de Foucauld") è un'associazione internazionale di fedeli di diritto pontificio.

## Storia
Le origini dell'associazione risalgono alla "Città dei ragazzi", una comunità fondata nel 1951 a Cuneo dal sacerdote Andrea Gasparino per l'assistenza ai ragazzi di strada. Il riconoscimento diocesano giunse nel 1983.
Il Pontificio consiglio per i laici riconobbe il Movimento come associazione internazionale di fedeli di diritto pontificio, il 14 giugno 1990.

## Attività e diffusione
L'associazione è formata da piccole comunità di consacrati di ambo i sessi che vivono in mezzo ai poveri del terzo mondo: i voti vengono pronunciati dopo un periodo di preparazione di due anni e, dopo un ulteriore periodo di formazione di sei anni, i membri vengono destinati alle missioni. Al movimento possono aderire anche dei membri esterni (amici e simpatizzanti) che aderiscono alla "Fraternità delle famiglie".
Gestisce mense per i poveri in Bangladesh, Etiopia, Kenya e Madagascar, un centro per l'istruzione professionale in Bangladesh, scuole popolari e di cucito. Pubblica il bimestrale Lettere dalle missioni.
L'associazione riunisce 40 fraternità ed è presente in 11 nazioni. La sede centrale dell'associazione è in corso Francia, a Cuneo.